# Dilobocondyla sebesiana
Dilobocondyla sebesiana é uma espécie de formiga do gênero Dilobocondyla, pertencente à subfamília Myrmicinae.